# گالی (گرجستان)
گالی (به لاتین: Gali) یک شهر در گرجستان است که در ۷۷ کیلومتری جنوب شرق شهر سوخومی واقع شده‌است.
روزنامه ایزوستیا در ۱۵ آوریل ۱۹۵۳ گزارش داد که ساکنان شهر، تولد مسن‌ترین ساکن شهر را که مردی ۱۳۲ ساله بوده‌است جشن گرفته‌اند.